# Józef Nicpoń
Józef Marian Nicpoń (ur. w 1943 w Kuźnicy Kiedrzyńskiej) – polski lekarz weterynarii, profesor doktor habilitowany nauk weterynaryjnych, specjalność choroby wewnętrzne zwierząt, w latach 1986–2015 kierownik Katedry Chorób Wewnętrznych z Kliniką Koni, Psów i Kotów Wydziału Medycyny Weterynaryjnej UP we Wrocławiu. Sprawował funkcję dziekana tegoż wydziału, Zastępcy Przewodniczącego Komitetu Nauk Weterynaryjnych PAN oraz Członka Zarządu Polskiego Towarzystwa Nauk Weterynaryjnych.
Był stypendystą Fundacji im. Alexandra von Humboldta. Jest członkiem wielu polskich i zagranicznych towarzystw naukowych.

## Odznaczenia
- Krzyż Kawalerski Orderu Odrodzenia Polski (1999)[2]
- Krzyż Oficerski Orderu Odrodzenia Polski (2011)[3]
- Złoty i Srebrny Krzyż Zasługi
- Medalem Komisji Edukacji Narodowej
- odznaka Pro Scienta Veterinaria Polona
- odznaka Zasłużony dla AR we Wrocławiu
- medale za zasługi dla uniwersytetów w Brnie, Hanowerze i Akademii Medycyny Weterynaryjnej we Lwowie
- Medalem św. Huberta
- Złotą Odznaką ZNP[4]